# Thysochromis ansorgii
Thysochromis ansorgii es una especie de peces de la familia Cichlidae en el orden de los Perciformes.

## Morfología
Los machos pueden llegar alcanzar los 8,8 cm de longitud total.

## Depredadores
En Nigeria es depredado por Clarias agboyiensis .

## Hábitat
Vive en zonas de clima tropical  entre 24 °C-26 °C de temperatura.

## Distribución geográfica
Se encuentra en Nigeria (incluyendo el delta del río Níger) y cuencas costeras de Costa de Marfil y Benín.